# Film för ultraviolett ljus
Film för ultraviolett ljus är i princip all film. Silverhalogenider är UV-känsliga och osensibiliserad film kan användas. Film är även känslig för röntgen och gammastrålning. Emellertid har många glassorter filterverkan för UV-ljus och speciella objektiv av floritglas måste därför användas. Det finns också särskilda filter som stänger ute synligt ljus men släpper igenom UV-ljus. Många ämnen uppvisar fluorescens när det utsätts för UV-ljus. Det går att ta mycket effektfulla fotografier av sten av fluorescerande material med hjälp av UV-lampor vars ljus får stenen att återkasta ljus i synligt spektrum.